# Oglasa tamsi
Oglasa tamsi är en fjärilsart som beskrevs av M.Gaede 1939. Oglasa tamsi ingår i släktet Oglasa och familjen nattflyn. Inga underarter finns listade i Catalogue of Life.